# Sepiòlides
Els sepiòlides (Sepiolida) són un ordre de mol·luscs cefalòpodes del superordre Decapodiformes. Viuen en aigües litorals superficials, sobretot a l'oceà Pacífic i Oceà Índic, però també hi ha espècies com Sepiola rondeleti, a l'Atlàntic i el Mediterrani.
Tenen vuit braços i dos tentacles i generalment són bastants petits (típicament el mantell del mascle té una llargada d'entre 1 i 8 cm).

## Òrgan lluminós
Els sepiòlods tenen una relació de simbiosi amb el bacteri bioluminiscent (Vibrio fischeri).

## Classificació

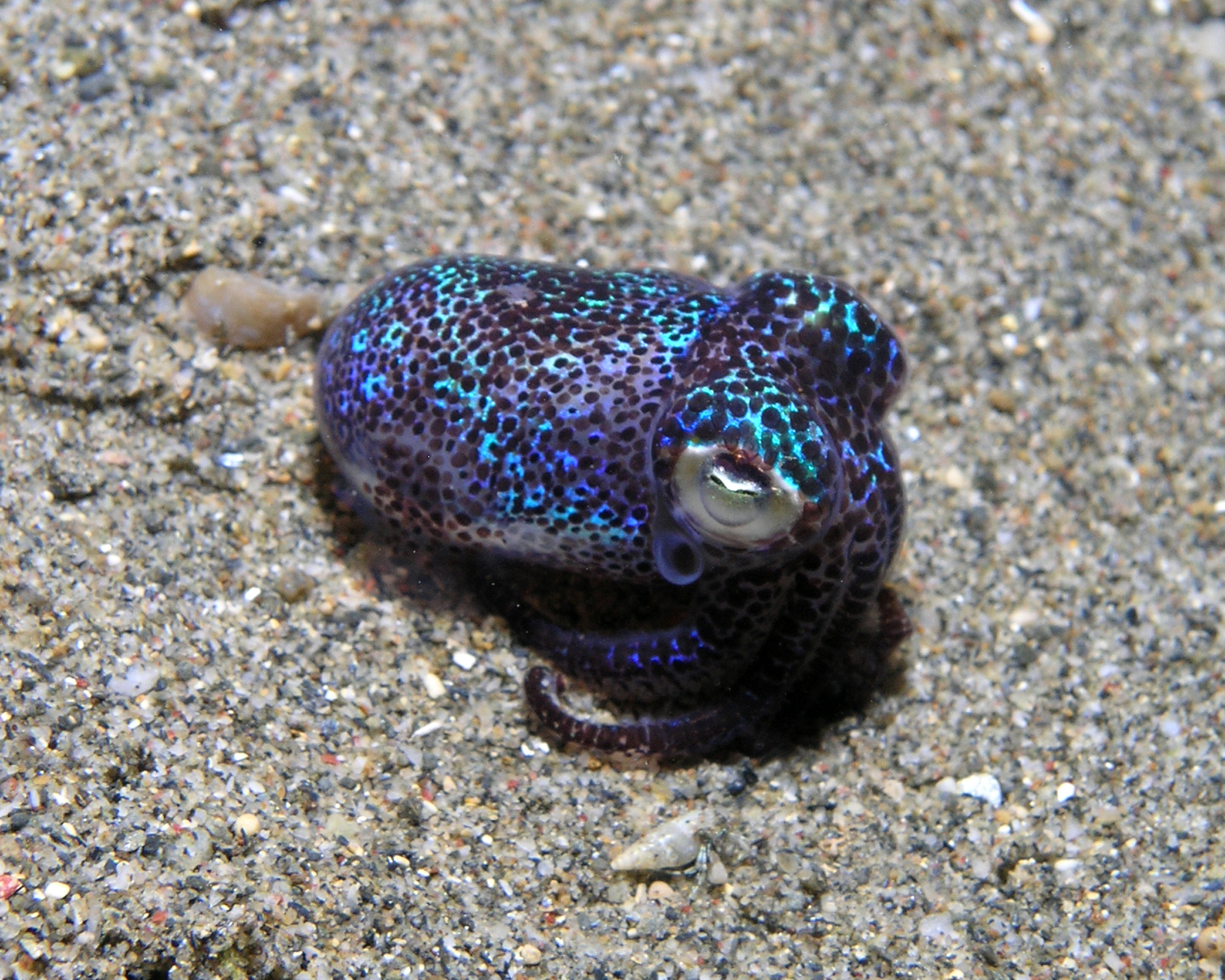
Euprymna berryi de Timor Est

La classificació dels sepiòlids dins els coleoids està actualment controvertida i pot haver canvis en el futur.
- CLASSE Cephalopoda
  - Subclasse Nautiloidea: nautilus
  - Subclasse Coleoidea: 
    - Superordre Decapodiformes
      - ?Ordre †Boletzkyida
      - Ordre Spirulida:
      - Ordre Sepiida:
      - Ordre Sepiolida: 
        - Família Idiosepiidae
        - Família Sepiolidae

      - Ordre Teuthida: squid

    - Superordre Octopodiformes